# Teorema de Coase
O Teorema de Coase é um resultado teórico do economista Ronald Coase (Prêmio de Ciências Econômicas, 1991) em seu trabalho de 1960 "O Problema do Custo Social".
O enunciado do teorema diz que se existem direitos de propriedade bem definidos (o que permite os agentes trocarem) e não existem custos de transação, a solução de uma barganha é pareto-ótima independente da alocação inicial de recursos.
Esse teorema implica que se agentes afetados por externalidades puderem negociar (sem custos de transação) a partir de direitos de propriedade bem definidos (normalmente pelo Estado), poderão negociar e chegar a um acordo em que as perdas de bem-estar das externalidades serão internalizadas. Adicionalmente, considerando-se preferências quase-lineares, pode-se afirmar, com base nesse teorema, que a quantidade eficiente do bem causador da externalidade é independente da distribuição dos direitos de propriedade.
Coase argumenta ainda que a legislação voltada a externalidades não é tão importante ou eficiente em ajudar as partes envolvidas quanto governantes e legisladores acreditam, e que estes devem provar os efeitos positivos de sua interferência no mercado analisando os custos de suas ações e resultados.
O  trabalho  de  Ronald  Coase foi  uma  importante  contribuição  para  elaboração  de soluções   alternativas   para   lidar   com   as   externalidades.   As   soluções   derivadas   dele independem   do   poder   coercitivo   de   governos   ou   de   arranjos   jurídicos,   mas   sim,   de negociações entre agentes privados condicionadas às noções de custos de transação e direitos de propriedade. Isto só é possível na existência de três fatores claros e bem definidos:  
(i) a livre barganha entre as partes 
(ii) a clareza  dos  direitos  de  propriedades;  
(iii) baixos  custos  de  transação.   (SOARES, SILVA e TORREZAN, 2015)

## Exemplo
Coase usa o exemplo do caso judicial Sturges v Bridgman, em que um fabricante de doces barulhento é vizinho de um médico silencioso, que tem seu trabalho importunado por aquele, tal que ambos foram à justiça para determinar quem deveria se mudar. Coase argumenta que independente do juiz julgar que o fabricante deveria parar de usar seu maquinário ou que o médico deveria se adaptar ao barulho, ambos poderiam atingir um acordo mutuamente benéfico tal que a eficiência alocativa fosse máxima. Por exemplo, tal que um se mude e o outro compense-o financeiramente de modo que a alocação de recursos seja equivalente à produção exercida pela parte que se mudou, caso ficasse no local, ou que uma parte compense a outra financeiramente pelas adequações necessárias tal que ambas permaneçam no local, de modo que o ganho mútuo seja máximo. Todavia, Coase argumenta que os custos de transação envolvidos na barganha são um empecilho a essa. Por exemplo, o fabricante pode ter que lidar com numerosos vizinhos e casos judiciais, e com alguns que aproveitem-se deste cenário para exigir compensação mais elevada, acabando com o aspecto vantajoso da barganha.